# Examiner.com
 (août 2020).
Si vous disposez d'ouvrages ou d'articles de référence ou si vous connaissez des sites web de qualité traitant du thème abordé ici, merci de compléter l'article en donnant les références utiles à sa vérifiabilité et en les liant à la section « Notes et références ».
Examiner.com est une entreprise médiatique basée à Denver, Colorado, qui exploite un réseau de sites web d'actualité, permettant aux journalistes locaux de partager leurs connaissances sur une plateforme de type blog, aux États-Unis ainsi que dans certaines parties du Canada. Elle a été fondée en 2006.

## Référence
- (en) Cet article est partiellement ou en totalité issu de l’article de Wikipédia en anglais intitulé « Examiner.com » (voir la liste des auteurs).